# Sistema de Schillinger
El Sistema Schillinger (también conocido como Schillinger System of Musical Composition en inglés) es un sistema de composición musical basado en las publicaciones y enseñanzas del teórico musical y compositor ucraniano-estadounidense Joseph Schillinger . Desarrolló el sistema en las décadas de 1920 y 1930.  Ya que se basa en las conexiones entre la música y los números, afirma diferenciarse claramente de los métodos de composición musical tradicionales.

## Trasfondo
Desde los años treinta del siglo XX, Schillinger ya había argumentado que era responsabilidad de la ciencia terminar con las prácticas compositivas antiguas. Después de haber emigrado a Estados Unidos en 1928, el sistema de Schillinger se hizo rápidamente popular en Nueva York. Schillinger ocupó una cátedra en la New School de la ciudad de Nueva York y fue profesor de composición de músicos tan ilustres como George Gershwin, Benny Goodman, Stan Kenton, Glenn Miller, Paul Lavalle, Oscar Levant, Tommy Dorsey, Earle Brown, Toshiko Akiyoshi, Vic Mizzy, John Barry, Leith Stevens, Charles Previn, Vernon Duke y Carmine Coppola . Además, rechazó públicamente una gran parte de la historia musical anterior, la teoría de la composición y la construcción de instrumentos y los clasificó como intentos fallidos de prueba y error que habrían fallado, según él, a causa de la falta de estándares científicos de sus creadores. No excluyó de estas acusaciones a célebres constructores de instrumentos o compositores como Johann Sebastian Bach o Ludwig van Beethoven . Por ejemplo, acusó a Beethoven de no haber seguido estrictamente las pautas de composición. Asimismo, Gershwin trabajó en el sistema de Schillinger durante cuatro años. A lo largo de este período escribió Porgy and Bess y consultó al mismo Schillinger en varias ocasiones sobre asuntos operísticos y de orquestación.
El fundamento básico detrás del sistema de Schillinger  es que la música (según la definición de Eduard Hanslick de 1854, ampliamente reconocida en musicología) contiene una "forma sonora en movimiento".  Para Joseph Schillinger esto significaba que toda acción física, todo proceso físico tiene una correspondencia en la expresión musical. Consideró que el movimiento y la música eran entendibles sobre la base del estado científico de su época. Igualmente, el teórico musical creía firmemente que ciertos motivos musicales (patrones) deberían ser universales y que además eran inherentes tanto a la música como al sistema nervioso humano.
El prólogo de la obra de referencia Schillinger System of Musical Composition fue escrito por  Henry Cowell y publicado póstumamente en 1946. En el prólogo, el autor enfatiza que el sistema de Schillinger, a diferencia de las escuelas de composición convencionales, no establece ninguna regla de composición, sino que permite al compositor libertad de elección.

## Características del sistema
Zofia Helman escribe sobre el sistema lo siguiente: "Partiendo del principio aristotélico ars imitatae naturae, Schillinger desarrolla la tesis de que las cualidades estéticas de la música pueden ser devueltas a las relaciones geométricas de sus componentes y que la música siempre implementa las leyes de la lógica matemática". En 1953, Werner Meyer-Eppler propagó el concepto de parámetro (parametrización de la música), que Joseph Schillinger quería introducir en la música en su publicación póstuma The Mathematical Basis of Arts de 1948. Werner Meyer-Eppler escribe sobre el concepto lo siguiente: "El tono, el tiempo y el continuo sonoro deben parametrizarse, según Schillinger, y los parámetros [deberían], de igual manera, utilizar métodos matemáticos para ser transformados y variados.
El sistema se compone de distintas teorías sobre el ritmo, el diseño armónico y melódico, el contrapunto, la forma y también la semántica musical (por ejemplo, en relación con la emoción que se debe lograr en la música cinematográfica). La teoría muestra un enfoque sistemático e independiente del género musical para su análisis y composición musical. Además, el procedimiento de Schillinger es más descriptivo que prescriptivo. Con este fin, desarrolló, un nuevo sistema de notación musical . No obstante, su sistema en sí mismo no estaba completamente elaborado. Verbigracia, su teoría del contrapunto cubre únicamente el contrapunto simple y doble, pero no el múltiple. Lo que llevó a Walman a diseñar su propio sistema fue el hecho de que estudiantes, como Jerome Walman, extendieron la técnica mostrada en el sistema de Schillinger a una variedad de combinaciones melódicas. 
Por otro lado, Schillinger intentaba escasamente hacer predicciones sobre las consecuencias estéticas de su sistema. En cambio, estableció "técnicas de creación de patrones" generalizadas que están libres de preferencias o prejuicios estilísticos. Estas técnicas sirven como herramientas especialmente para la planificación y ejecución de estructuras musicales extensas. Con relación al manejo rítmico, el sistema de Schillinger está particularmente bien desarrollado, comparándolo con las teorías compositivas tradicionales, que se ocupan principalmente de los detalles del tono. Igualmente, las técnicas algorítmicas de composición se pueden encontrar aquí incluso antes de las composiciones de Iannis Xenakis. Sin embargo, muchas veces las técnicas de composición tradicionales simplemente se ajustan a la terminología del sistema bajo un nombre diferente. Schillinger también propuso un sistema para el análisis numérico de los tonos, basado en principios que se habían introducido en la sintaxis general antes del trabajo de Milton Babbitt y Allen Forte .
En muchos casos, los fragmentos musicales extremadamente simples, como dos o tres notas, se utilizan como material básico para la permutación, la expansión geométrica, la inversión, entre otros, y tienen el objetivo de obtener una gran cantidad de variaciones y material nuevo. En el sistema de Schillinger, las resultantes tras la interferencia rítmica se emplean como fundamento para poder lograr el desarrollo de distintas capas de notaciones orquestales, que luego evolucionan a través de permutaciones en un conjunto rítmico. Es así como se crean más posibilidades para composiciones específicas. Además, para el diseño melódico, Schillinger favoreció las connotaciones emocionales de la siguiente manera: arriba = feliz, abajo = triste, además de un tono de control ("boss tone"), que tiene el fin de controlar el enfoque tonal.  Para Schillinger, cualquier decisión que permita la resolución armónica es totalmente aceptable; lo único que no está permitido es la incertidumbre y la especulación.

## Formación
Ya que las declaraciones sobre la organización de las condiciones rítmicas están al comienzo de su teoría y que el concepto de diseño rítmico se transfirió a otros sectores áreas de la composición como puede ser encontrar la melodía, se necesita una clara comprensión de la terminología musical al empezar a tratar con el sistema. Como es habitual en cualquier tipo de sistema, y sobre todo en los sistemas de composición, el valor práctico del sistema de Schillinger radica en la toma de decisiones metodológicas. No obstante, las opciones que ofrece Schillinger para facilitar la toma de decisiones presentan a sus alumnos una multitud de consejos. Esto no solo hizo imprescindible el dar a conocer el sistema de Schillinger en publicaciones impresas, sino también crear un sistema escolar con maestros debidamente capacitados, para poder ayudar a los estudiantes con problemas de toma de decisiones. Para la década de los 80, se establecieron alrededor de 40 escuelas Schillinger en todo el mundo antes de que el interés en el método se estancara y el sistema Schillinger tampoco se siguiera enseñando en Berklee.
A pesar de que el sistema sea  moderno y visionario, también aclara la teoría de la música tradicional a través de la presentación de errores y contradicciones conceptuales en la historia de la música . Es por eso, que existe cierto consenso en que sus métodos permiten expandir de manera útil cualquier estilo compositivo. Además, las dificultades que enfrentan los estudiantes del sistema también resultan de la terminología ampliamente renovada. Cabe aclarar que el sistema no es particularmente complejo, pero se requiere un alto grado de disposición para adquirir la terminología y llegar a dominar la gran variedad de posibilidades para componer música a partir de unas pocas ecuaciones. 
El Sistema Schillinger se define como un intento de proporcionar una disertación definitiva y comprensible sobre las relaciones entre la música y los números. Esto tiene la desventaja de llevar a un análisis largo con terminología muy elaborada, por lo cual existe un gran número de publicaciones sobre el tema. Habiendo descubierto los principios y fundamentos de la organización del sonido a través de un análisis científico, Schillinger esperaba poder liberar a los aspirantes a compositores de las normas tradicionales de la teoría musical. Por esta razón, el sistema ha influenciado enormemente a formación de músicos de jazz hasta el día de hoy.

## Desarrollo y evolución
El Berklee College of Music fue fundado en Boston con el nombre de Schillinger House of Music (1945-1954) después de la muerte de Schillinger en 1943 por uno de los  estudiantes del compositor: Lawrence Berk. Sus fundamentos estaban basados en el sistema de Schillinger. Es así como década de 1960, el método Berklee surgió a partir del sistema de Schillinger. Este fue implementado en la universidad hasta la década de 1980. Sin embargo, con el descubrimiento de la producción de música digital el sistema volvió a ser relevante.
Durante su fundación, el instituto era uno de los pocos en el mundo donde no únicamente se enseñaba música clásica, sino también jazz, escritura de jingles publicitarios para radio y televisión, así como música para teatro y danza.
Es por todo esto que se observa que el sistema de Schillinger no solo tuvo una influencia duradera en muchos músicos de jazz, sino también en el desarrollo y evolución de la música electrónica del siglo XX. Sin embargo, muy pocas veces se menciona públicamente o en las declaraciones de los músicos.

## Implementación informática y computacional
Cabe añadir que los blogs y foros reciben cada vez más consultas sobre cómo se puede implementar el sistema Schillinger en aplicaciones informáticas y lenguajes de programación. Hasta ahora, se ha enfocado principalmente en  la composición algorítmica e interactiva, por ejemplo en Csound .  Walter Birg del Centro de Música Electrónica (Zentrum für Elektronische) de Friburg recomienda abiertamente que los compositores que se basan en la composición algorítmica twngan fundamentos del sistema de Schillinger.